# Leptodactylus diedrus
Leptodactylus diedrus és una espècie de granota que viu al Brasil, Colòmbia, Veneçuela i, possiblement també, al Perú.